# Valkkare
Valkkare ist eine unbewohnte Insel, 1,7 Kilometer von der größten estnischen Insel Saaremaa entfernt. Die Insel liegt in der Landgemeinde Saaremaa im Kreis Saare. Sie liegt im Kahtla-Kübassaare hoiuala.
Valkkare ist 500 Meter lang und 80 Meter breit.